# Delimara Tower
Der Delimara Tower (maltesisch Torri ta' Delimara), ursprünglicher Name Torre della Limara, war ein Wachturm in Delimara, einem Stadtteil von Marsaxlokk auf der Insel Malta.

## Geschichte
Er wurde 1659 als zehnter der De Redin Towers auf der Spitze des Delimara Point erbaut. In der Nähe des Turms wurde 1793 eine Mörserbatterie gebaut. Sowohl der Turm als auch die Batterie wurden im 19. Jahrhundert von den Briten abgebrochen, um die Schusslinie des nahegelegenen Fort Delimara freizumachen.
In Sichtweite des Delimara Tower stand nordöstlich der Xrobb l-Għaġin Tower und südwestlich der Bengħisa Tower.

## Architektur
Der Entwurf des Delimara Tower entsprach dem der übrigen De Redin Towers. Er erhob sich auf einem quadratischen Grundriss und zeigte an einer Ecke des Daches einen quadratischen Wichturm. Eine Besonderheit waren die Maschikulis an der Brüstung des Daches sowie die Strebepfeiler an der Basis des Turms. Letztere deuten darauf hin, dass der Baukörper instabil war. Ähnliche Strebepfeiler finden sich noch am Triq il-Wiesgħa Tower.